# Saint-Julien-sous-les-Côtes
Saint-Julien-sous-les-Côtes è un comune francese di 130 abitanti situato nel dipartimento della Mosa nella regione del Grand Est.

## Storia

### Simboli
Lo stemma è stato adottato nel giugno del 2011.
L'elmo da ufficiale romano ricorda san Giuliano, patrono ed eponimo del paese, tribuno militare convertito al cristianesimo, martire a Brioude verso il 304, il cui sacrificio è simboleggiato dalla palma del martirio.
Le due torri rappresentano rispettivamente il castello alto e il castello basso.
Il verde evoca i prati, le foreste e in particolar modo il parco naturale regionale della Lorena.
Il giallo (oro) è il colore della sabbia un tempo estratta dalle cave situate nel territorio comunale; ed è anche il colore delle susine Mirabelle, disegnate su un ramo che sostiene lo scudo insieme al tralcio di vite che rappresenta i noti vitigni locali.
La fascia ondata è simbolo del ciclo dell'acqua, che, raccolta dalla sorgente a monte del paese per i bisogni della popolazione, prosegue il suo percorso fino al suo ritorno all'ambiente naturale dopo essere stata depurata.

## Società

### Evoluzione demografica
Abitanti censiti